# RC Kouba
El Raed Chabab Kouba es un equipo de fútbol de Argelia que participa en la Segunda División de Argelia, la segunda liga de fútbol en importancia en el país.
Fue fundado en 1942 en la ciudad de Kouba, en el distrito de Algiers. La época buena del equipo fue en los años 80s, donde ganaron su único campeonato y participaron por primera vez en una competición continental.

## Palmarés
- Championnat National de Première Division: 1

1981
- Super Copa de Argelia: 1

1991

## Participación en competiciones de la CAF
- Copa Africana de Clubes Campeones: 1 aparición

1982 - Cuartos de final

## Jugadores

### Jugadores destacados
- Salah Assad
- Farid Belmellat
- Mehdi Cerbah
- Mohamed Kaci Said
- Mohamed Ousserir
- Abdelkader Zerrar

## Entrenadores
- Mustapha Zitouni (1964-1967)
- Abdelkader Zerrar (1986-1987)
- Christian Dalger (2009)
- Nabil Medjahed (2010-2011)
- Mustapha Biskri (2012-2013)